# Zmarli w roku 1864
Lista osób zmarłych w 1864:

## styczeń 1864
- 3 stycznia – Wilhelm Gottlieb Baisch, niemiecki litograf[1]
- 11 stycznia – Tytus Dalewski, polski działacz polityczny, konspirator[2]

## luty 1864
- 20 lutego – Christian Andreas Zipser, austriacki pedagog i przyrodnik[3]

## marzec 1864
- 22 marca – Wincenty Konstanty Kalinowski, polski działacz polityczny, uczestnik powstania styczniowego[4]

## maj 1864
- 2 maja – Giacomo Meyerbeer, czynny we Francji niemiecki kompozytor operowy żydowskiego pochodzenia[5]
- 19 maja – Nathaniel Hawthorne, amerykański powieściopisarz i nowelista[6]
- 28 maja – Simion Bărnuțiu, rumuński historyk, filozof, prawnik i polityk[7]

## czerwiec 1864
- 13 czerwca – Henryk Dembiński, polski generał uczestnik powstania listopadowego[8]
- 30 czerwca – Hong Xiuquan, chiński przywódca powstania tajpingów[9]

## lipiec 1864
- 31 lipca – Louis Hachette, jeden z największych magnatów medialnych[10]

## sierpień 1864
- 4 sierpnia - Wawrzyniec Lewandowski, polski duchowny katolicki, uczestnik powstania styczniowego (ur. 1831)
- 5 sierpnia
  - Romuald Traugutt, ostatni dyktator powstania styczniowego[11]
  - Rafał Krajewski, polski architekt[12]
  - Józef Toczyski, polski działacz polityczny[13]
  - Roman Żuliński, polski matematyk[14]
  - Jan Jeziorański, polski działacz polityczny[15]
- 25 sierpnia – Ludwik Hohenegger, niemiecki inżynier i geolog, działający m.in. na Śląsku Cieszyńskim[16]

## wrzesień 1864
- 9 września – Jakub Laval, francuski duchacz, misjonarz, błogosławiony katolicki[17]

## listopad 1864
- 10 listopada – Andrzej Edward Koźmian, polski literat, publicysta i działacz polityczny, kolekcjoner i bibliofil[18]

## grudzień 1864
- 8 grudnia – George Boole, angielski matematyk i filozof[19]